# Morenia
Morenia är ett släkte av sköldpaddor som beskrevs av  John Edward Gray 1870. Morenia ingår i familjen Geoemydidae.

Arter enligt Catalogue of Life och The Reptile Databas:
- Morenia ocellata
- Morenia petersi